# Goshainganj (ort i Indien)
Goshainganj är en ort i Indien.   Den ligger i distriktet Lucknow District och delstaten Uttar Pradesh, i den centrala delen av landet, 400 km sydost om huvudstaden New Delhi. Goshainganj ligger 121 meter över havet och antalet invånare är 9 537.
Terrängen runt Goshainganj är mycket platt. Runt Goshainganj är det tätbefolkat, med 636 invånare per kvadratkilometer. Närmaste större samhälle är Lucknow, 19,9 km väster om Goshainganj. Trakten runt Goshainganj består till största delen av jordbruksmark.